# 錫拉丘茲 (印第安納州)
锡拉丘兹（英語：Syracuse）是一個位於美國印地安納州科西阿斯科縣的城鎮。

## 人口
根據2010年美國人口普查的數據，锡拉丘兹的面積為6.06平方千米，當中陸地面積為5.10平方千米，而水域面積為0.96平方千米。當地共有人口2810人，而人口密度為每平方千米464人。